# Kock
Kock – miasto w województwie lubelskim, w powiecie lubartowskim, siedziba gminy miejsko-wiejskiej Kock. Leży u ujścia Czarnej do Tyśmienicy na wysokości ok. 150 m n.p.m. na wysoczyźnie morenowej prawego zbocza Pradoliny Wieprza przy granicy Równiny Łukowskiej. Według danych GUS z 31 grudnia 2019 r. Kock liczył 3273 mieszkańców.
Prywatne miasto szlacheckie lokowane w 1417 roku, Kocko położone było w drugiej połowie XVI wieku w ziemi łukowskiej w województwie lubelskim. W latach 1952–1954 Kock był siedzibą gminy Białobrzegi. W latach 1975–1998 miasto administracyjnie należało do starego woj. lubelskiego.
Miasto położone jest w historycznej Małopolsce, w ziemi łukowskiej.
W Kocku ma siedzibę rzymskokatolicka parafia Wniebowzięcia Najświętszej Maryi Panny.

## Nazwa miasta
Pojawia się w notatkach z 1258 roku jako Cocsk. W XV wieku używana jest nazwa Kocsko (Koczsko w 1427 roku). W 1787 roku nazwa miasta zostaje zapisana jako Kocko. Od XIX wieku używa się formy dzisiejszej. Nazwa została utworzona od rdzenia kot- lub koc-, przy pomocy przyrostka -ьsko. Taki sam rdzeń istnieje także w nazwie Kociewie. Istnieją dwie hipotezy dotyczące pochodzenia nazwy:
- możliwe że pochodzi ona od nazwy osobowej Kot. Co oznaczałoby, że nazwa miasta pochodzi od osoby o przezwisku Kot, prawdopodobnie właściciela miasta.
- rdzeń pochodzi od nazwy rośliny kocanka, co może oznaczać osadę położoną wśród mokradeł.

Nazwę miasta można też tłumaczyć, podobnie jak nazwę Kociewie, jako pochodzącą od słowa kočevьe oznaczającego ‘koczowisko, miejsce koczowania’, czyli, w dawnym znaczeniu, ‘miejsce przesiedlenia, uprowadzenia (np. cudzych poddanych)’

## Historia

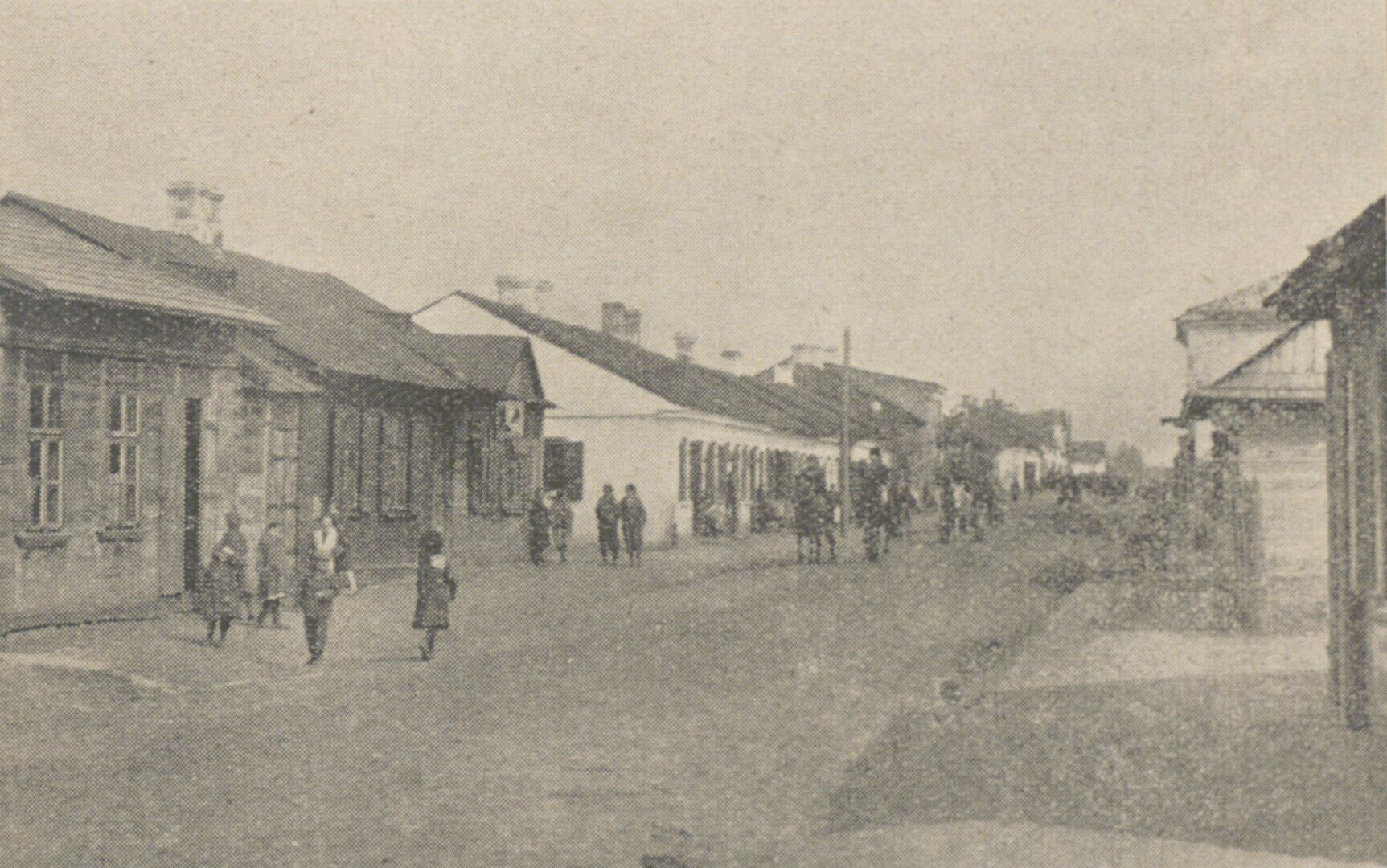
Ulica Berka Joselewicza, przed 1928

Najstarsze ślady pierwszego osadnictwa w okolicy datowane są na 5000 lat p.n.e., odnaleziono także późniejsze ślady różnych kultur. Pierwszą stałą osadę na terenie obecnego Kocka datuje się na X wiek. W roku 1417 król Władysław II Jagiełło, przychylając się do prośby biskupa płockiego Jakuba, wydał przywilej lokacyjny dla Kocka jako wsi dziedzicznej. Ten przywilej potwierdził syn Jagiełły – Władysław Warneńczyk w 1443 roku w Budzie. W 1518 roku miasto zostało własnością hetmana wielkiego koronnego i wojewody sandomierskiego – Mikołaja Firleja z Dąbrowicy. Rodzina Firlejów rządziła Kockiem aż do 2 połowy wieku XVII. Za ich rządów miasteczko stało się znanym ośrodkiem reformacyjnym. Około 1750 roku Kock stał się własnością księżnej Anny Jabłonowskiej z Sapiehów, która przysłużyła się miastu, dokonując jego gruntownej przebudowy, m.in. przez wyznaczenie rynku. Ufundowała ratusz, kościół i pałac według projektu Szymona Bogumiła Zuga. Usiłowała zaprowadzić różne reformy gospodarcze w swoich włościach, co jednak zakończyło się bankructwem. Po jej śmierci Kock przejęli wierzyciele – bankierzy warszawscy. Znaną postacią społeczności żydowskiej Kocka był cadyk Mendel Morgenstern, twórca tzw. chasydyzmu kockiego (lata 1834–1859). W tym okresie do Kocka schodziły się liczne żydowskie pielgrzymki. W wieku XIX ludność brała czynny udział w powstaniach narodowych, za co miejscowość w roku 1870 została pozbawiona praw miejskich. Odzyskała je dopiero w 1915 roku.
W pobliżu miasta rozegrały się liczne bitwy:
- Bitwa pod Kockiem 5 maja 1809 r. podczas wojny polsko-austriackiej 1809 – w bitwie poległ pułkownik Berek Joselewicz, który dowodził dwoma szwadronami wchodzącymi w skład 5 Pułku Strzelców Konnych;
- Bitwa pod Kockiem 17–20 czerwca 1831;
- Bitwa pod Kockiem 12 września 1831 podczas powstania listopadowego;
- Bitwa pod Kockiem 25 grudnia 1863 podczas powstania styczniowego;
- Bitwa pod Kockiem 14–16 sierpnia 1920 podczas wojny polsko-bolszewickiej 1919-1920 w ramach Bitwy Warszawskiej;
- Bitwa pod Kockiem stoczona 2–6 października 1939 r. w czasie kampanii wrześniowej.

Po I wojnie światowej miasto nie rozwijało się zbyt intensywnie. W roku 1927 w mieście wybuchł wielki pożar, w wyniku którego spłonęła wschodnia część miasta. Dużą część mieszkańców miasta stanowiła ludność żydowska.
W kampanii wrześniowej w okolicach Kocka działała Samodzielna Grupa Operacyjna „Polesie” pod dowództwem gen. Franciszka Kleeberga, a pod samym miastem stoczona została ostatnia bitwa tej kampanii. Starcie SGO Polesie z niemieckimi 13. DP Zmot. i 29. DP Zmot. nastąpiło w dniach 2–6 października 1939 roku. Okupacja przyniosła masową deportację żydowskich mieszkańców do obozów zagłady (głównie do Treblinki).
W Kocku i w jego najbliższych okolicach działał ruch oporu. Żołnierze Armii Krajowej przeprowadzili w czasie trwania okupacji niemieckiej wiele akcji dywersyjno-sabotażowych. Wyzwolenie miasta nastąpiło 22 lipca 1944 roku, kiedy to batalion 27 Wołyńskiej Dywizji AK pod dowództwem por. K. Filipowicza wkroczył do miasta.
29 stycznia 1945 r. 12 Polowy Ruchomy Szpital Chirurgiczny rozpoczął przegrupowanie z Kąkolewnicy do Kocka, gdzie przeszedł chrzest bojowy podczas rozwinięcia jednostki. W Kocku szpital stacjonował do 2 lutego 1945 r. Zadaniem szpitala było medyczne zabezpieczenie marszu 9 Dywizji Piechoty, następnie 7 Dywizji Piechoty 2 Armii WP.
Wobec licznych prób sowietyzacji Kocka, 1 maja 1945 roku, oddział Mariana Bernaciaka „Orlika” zajął miasto i doprowadził do zlikwidowania niektórych członków PPR.

### Ludność żydowska w Kocku

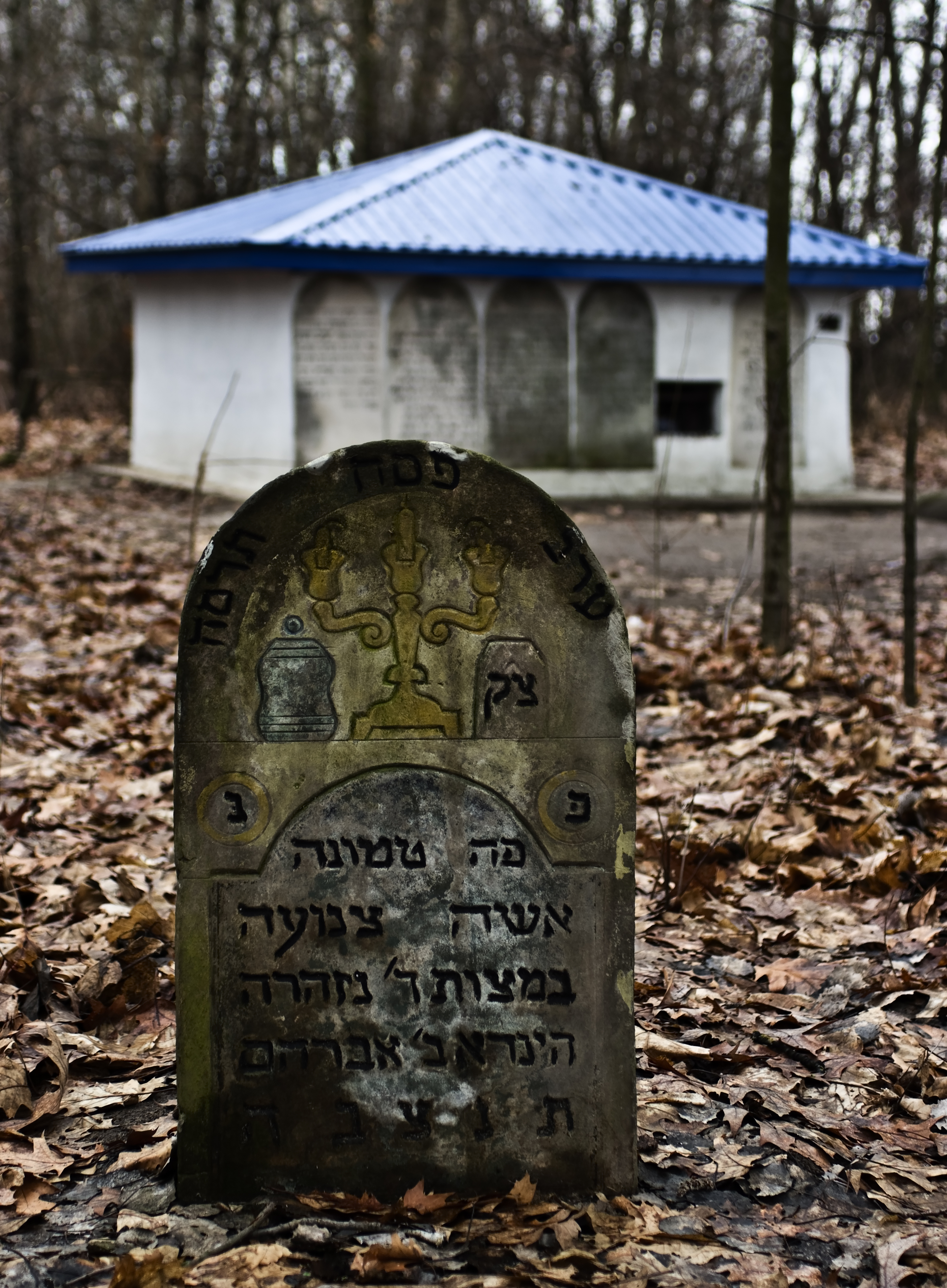
Cmentarz żydowski – macewa w oddali ohel cadyków z rodziny Morgensternów

Żydzi w Kocku przed II wojną światową byli ważną społecznością Kocka, mimo iż zamieszkali w miasteczku dopiero od XVII w. Stworzyli silną społeczność i ważny ośrodek polskiego chasydyzmu. Działał tutaj między innymi cadyk Menachem Mendel Morgenstern (1787-1859) – założyciel kockiej dynastii chasydów. Większość życia spędził w małej izbie, obok swojego domu modlitw. Przez specjalne okienko podawano mu pożywienie. Wysłuchiwał przez nie modlitw. Do dziś w miasteczku stoi dom zw. „Rabinówką”, ongiś należący do prawnuka wielkiego rabina z Kocka. Przed wojną istniała tutaj również jesziwa powstała w 1913 r. W 1927 roku mieszkało w Kocku 2529 Żydów (68% ludności miasta). Działały żydowskie organizacje społeczne, silne wpływy miał Bund. Ostatnim przed wojną rabinem był Josef Morgenstern (od 1924 r., od 1929 r. także cadyk).
Społeczność Żydów kockich została zniszczona w okresie okupacji niemieckiej i Holokaustu. 9 września 1939 roku, podczas nalotu na miasto, zginął cadyk Józef Morgenstern. W 1941 r. w Kocku powstało zamknięte getto, do którego deportowano Żydów z Lubartowa, Suwałk, Serocka, Nowego Dworu i Radzynia Podlaskiego. W październiku 1942 r. mieszkańcy getta zostali wywiezieni do Treblinki (ok. 3000), a pozostałych przeniesiono do getta w Parczewie.
Do dzisiaj oprócz domu rabina zachował się kirkut, położony za miastem, a na nim – w miejscu zniszczonego przez Niemców ohelu cadyka – betonowy grobowiec ze szczątkami najwybitniejszych chasydów kockich. Można też zobaczyć kilka charakterystycznych macew zrobionych z głazów narzutowych.
1 stycznia 1958 miasto wyłączono z powiatu łukowskiego i włączono do powiatu radzyńskiego w województwie lubelskim.

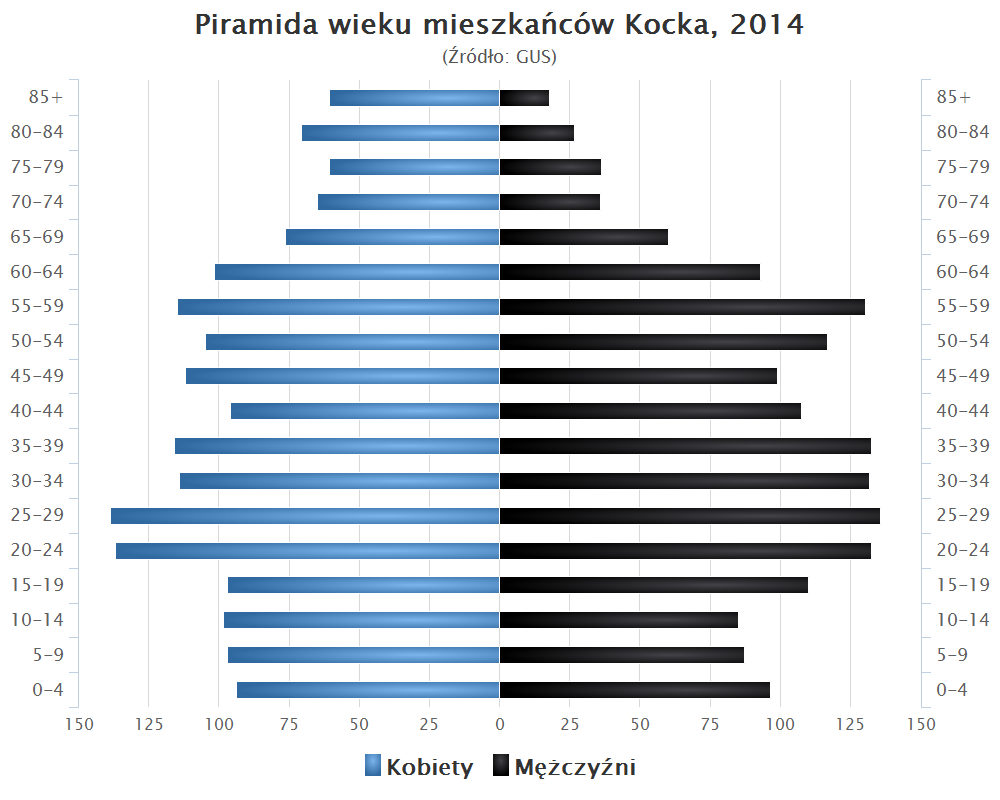

## Współczesność
Obecnie Kock jest niewielkim ośrodkiem usługowym i edukacyjnym, działającym na rzecz rolniczej okolicy. W mieście zlokalizowane są drobne zakłady z branż stolarskiej, metalowej i przetwórstwa rolno-spożywczego. W okolicy znajdują się stawy hodowlane.
W 2007 r. powstało centrum handlowe Galeria Kocka.
Piramida wieku mieszkańców Kocka w 2014 roku.

## Zabytki
- Kościół parafialny pw. Wniebowzięcia NMP z 1779–82, klasycystyczny, według projektu Szymona Bogumiła Zuga
- Kaplica cmentarna pw. św. Michała Archanioła
- Dom Cadyka, zwany również „rabinówką”; mieszkał tam Józef Morgenstern, prawnuk znanego cadyka żydowskiego – Mendla Morgensterna. Obecnie miejsce odwiedzane przez wycieczki z całego świata.
- Cmentarz żydowski z XVIII w.
- Cmentarz wojskowy z grobem gen. Franciszka Kleeberga (zmarł w 1941 w niewoli niemieckiej), którego prochy sprowadzono w 1969.
- Pałac klasycystyczny księżnej Anny z Sapiehów Jabłonowskiej – wybudowany na bazie dawnego pałacu Firlejów. Przebudową zajął się Szymon Bogumił Zug w 1770 roku, otoczony parkiem geometryczno-krajobrazowym. Obecnie pałac jest siedzibą Domu Pomocy Społecznej.

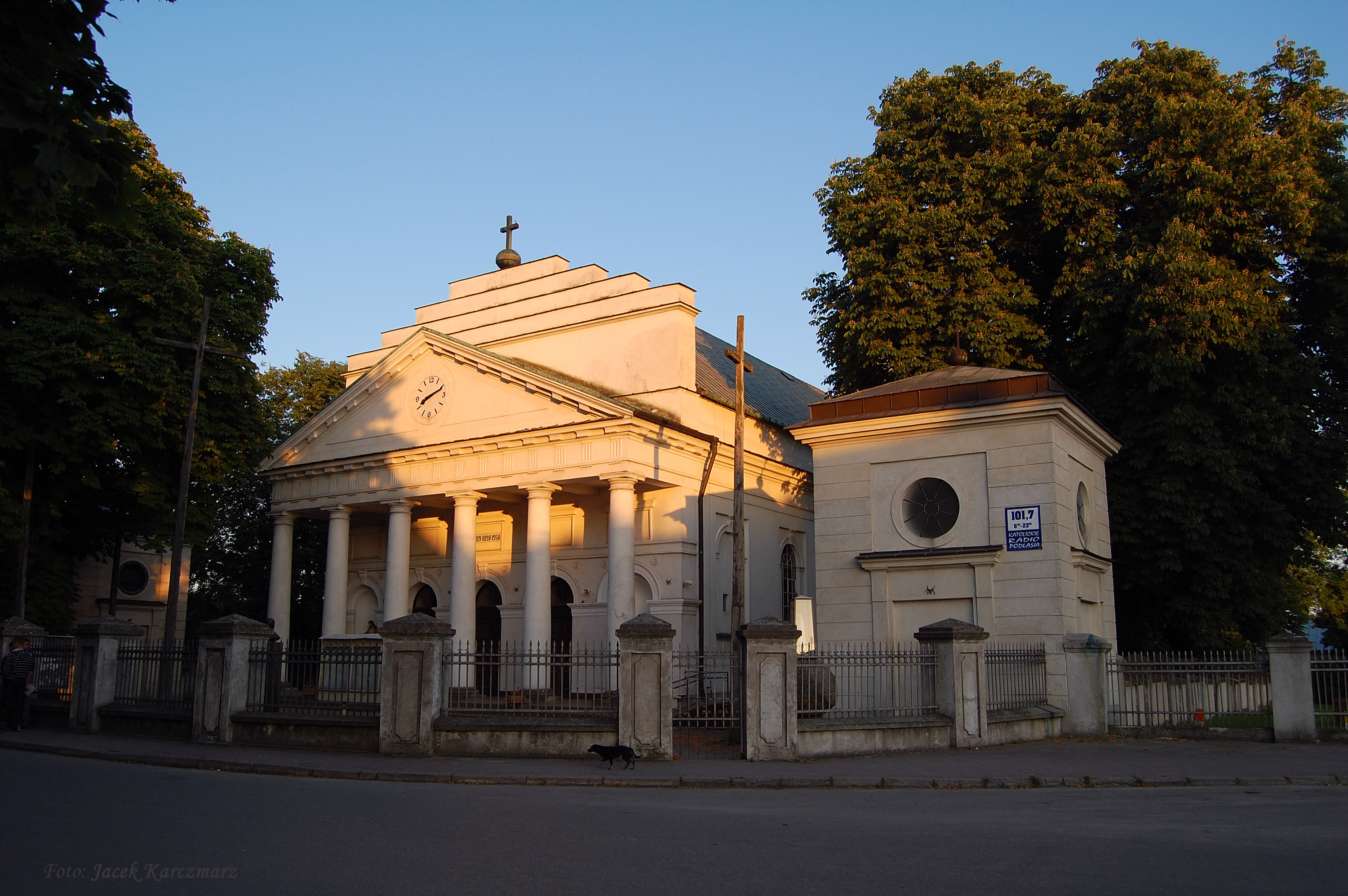
Kościół parafialny
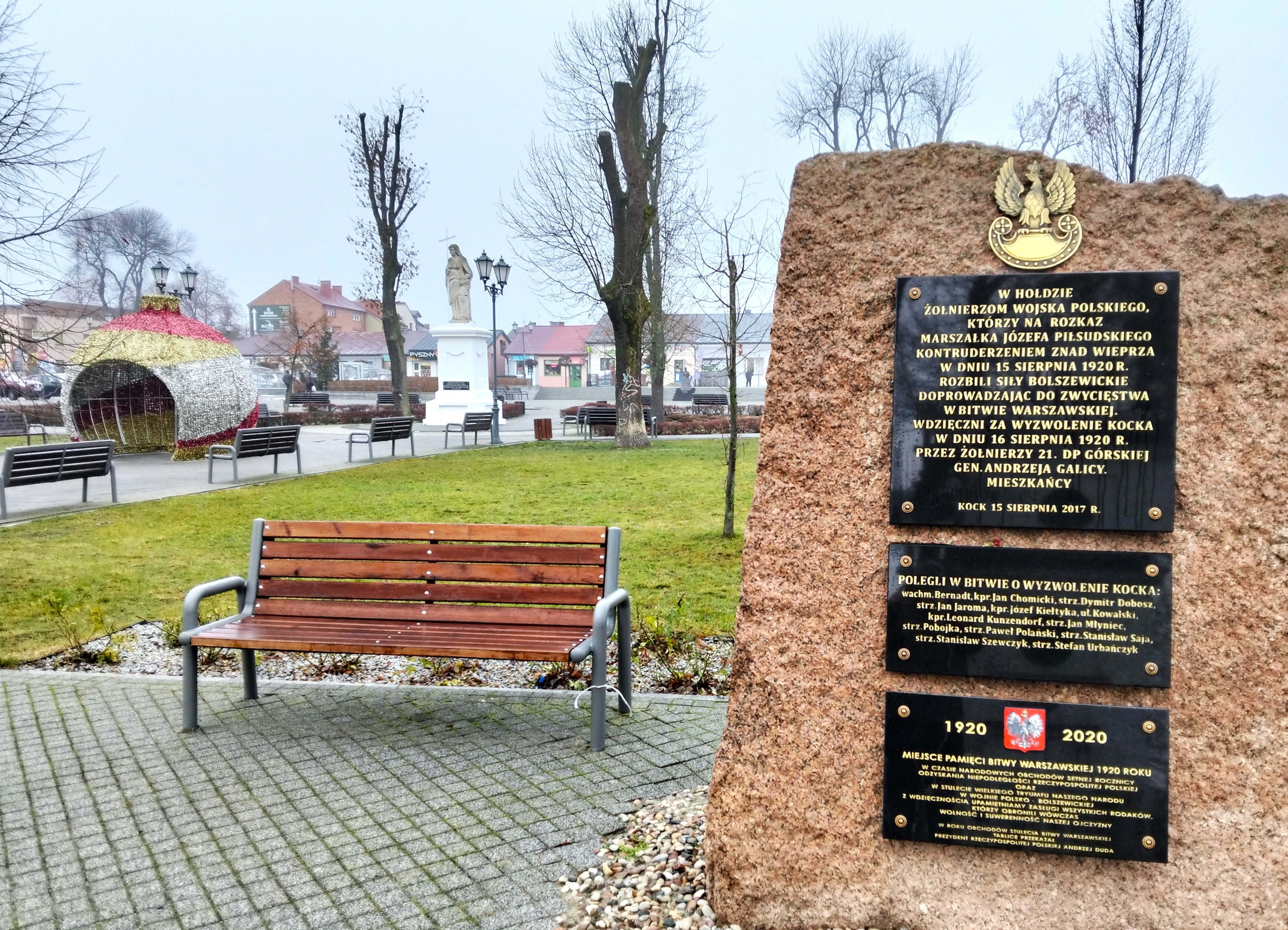
Kock – centrum miasta
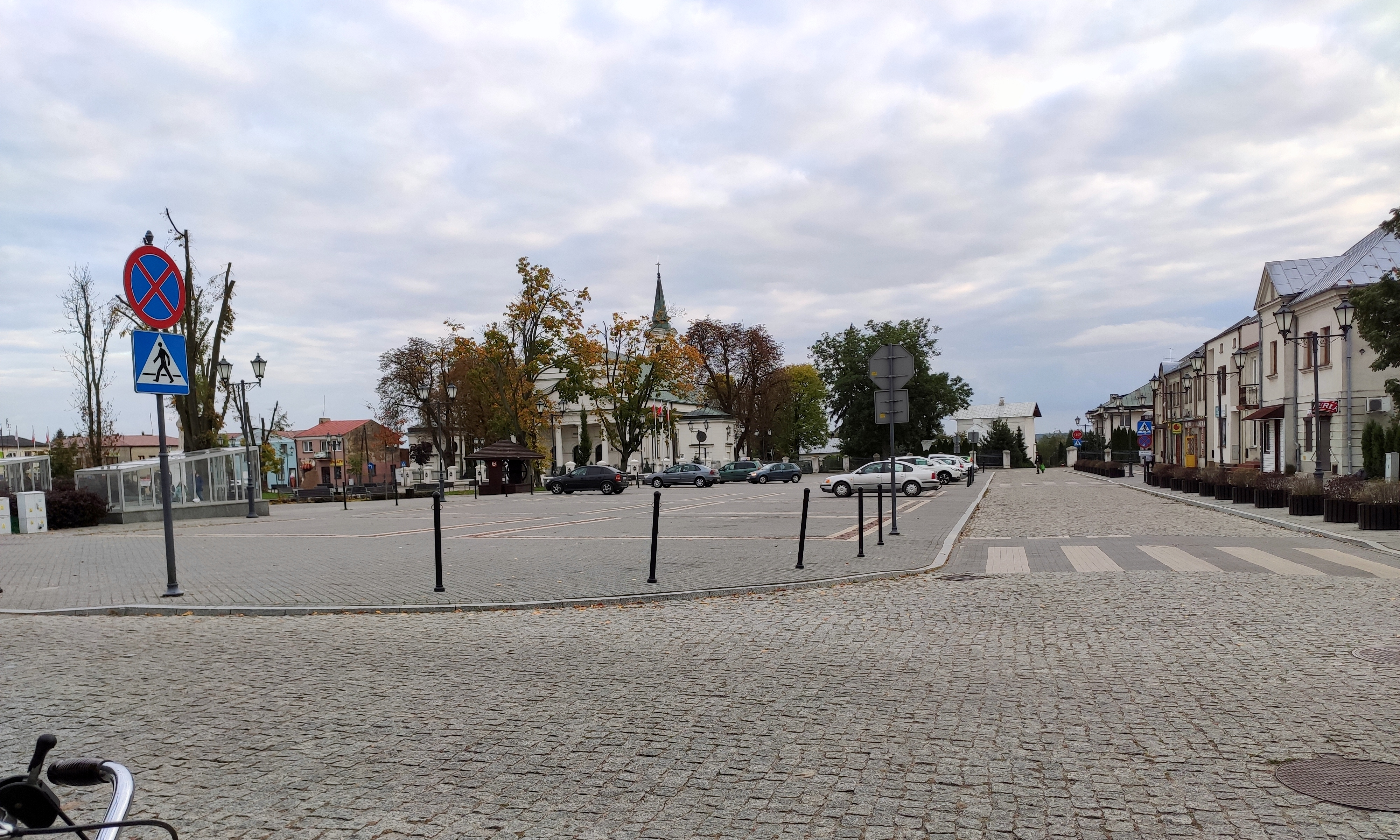
Kock – centrum miasta
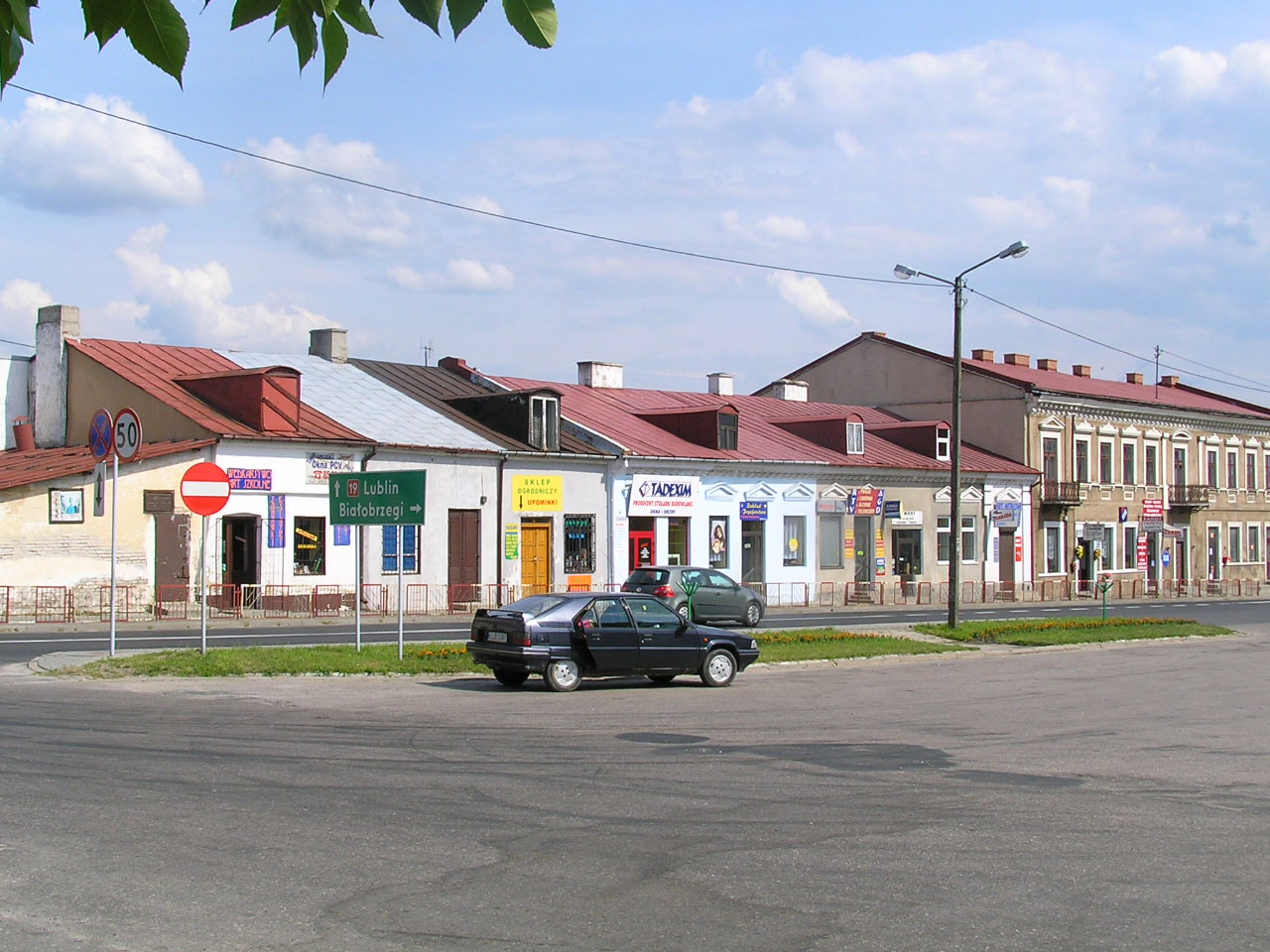
Rynek w Kocku przed rewitalizacją
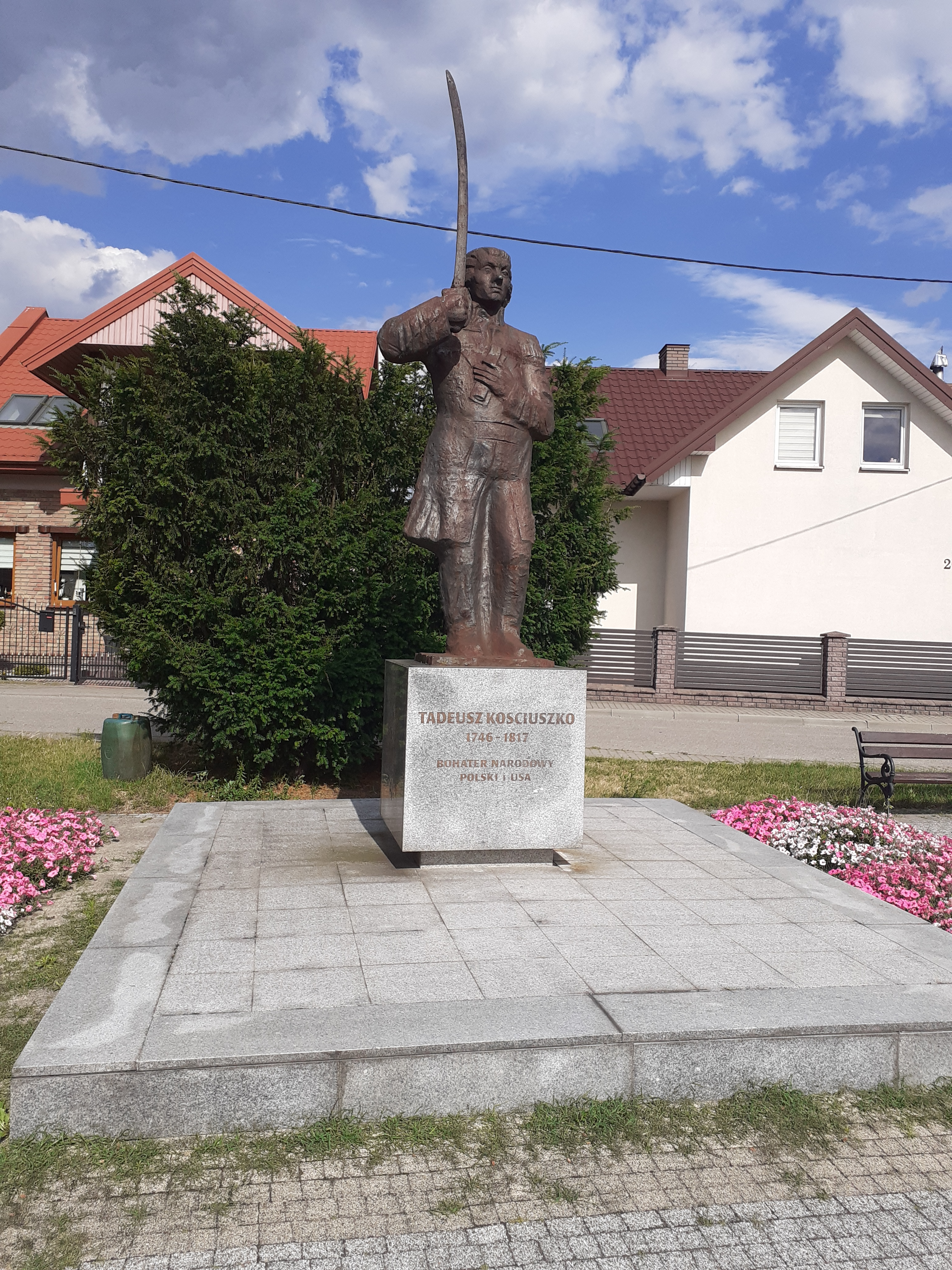
Pomnik Tadeusza Kościuszki
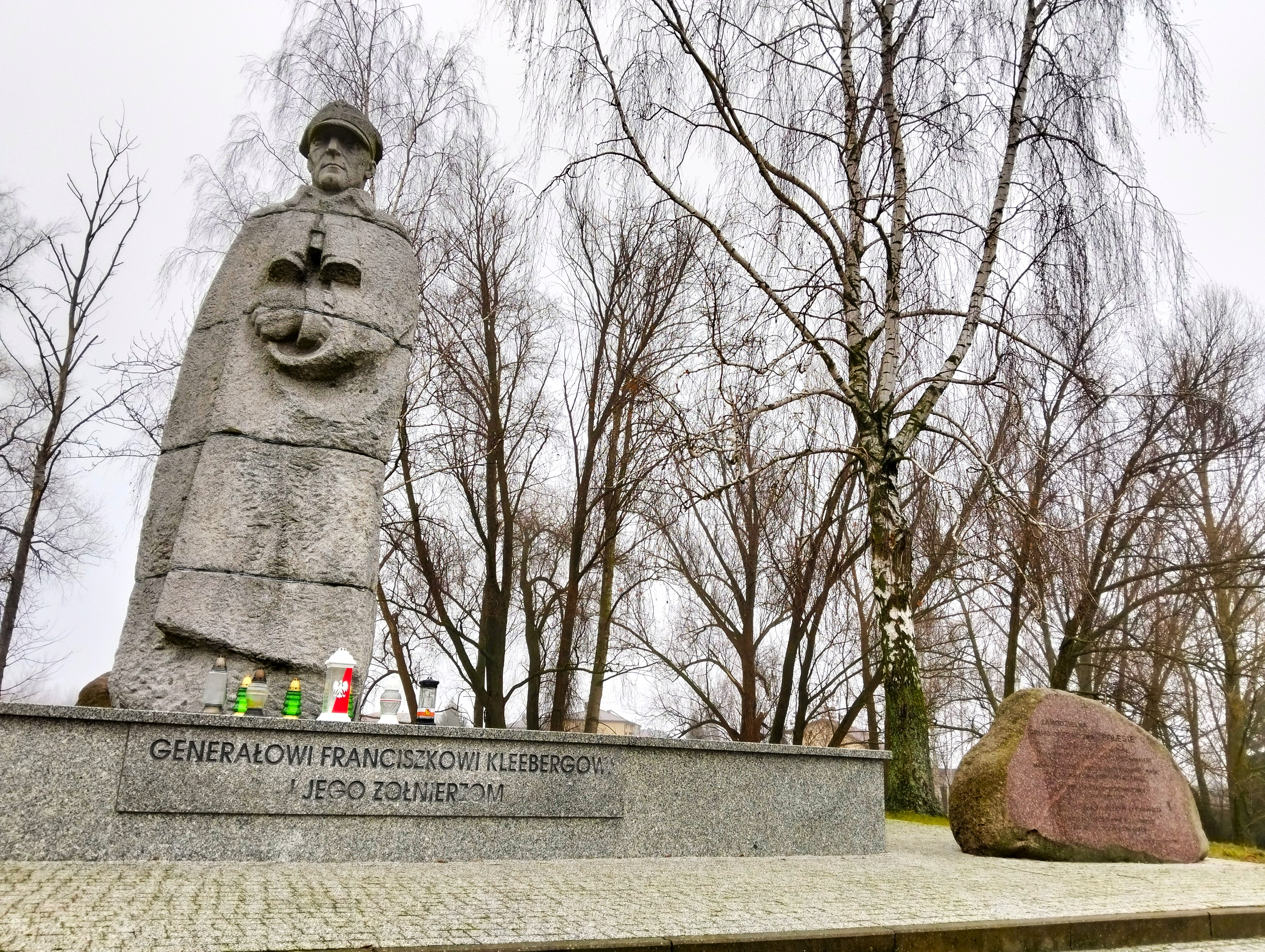
Pomnik gen. Franciszka Kleeberga
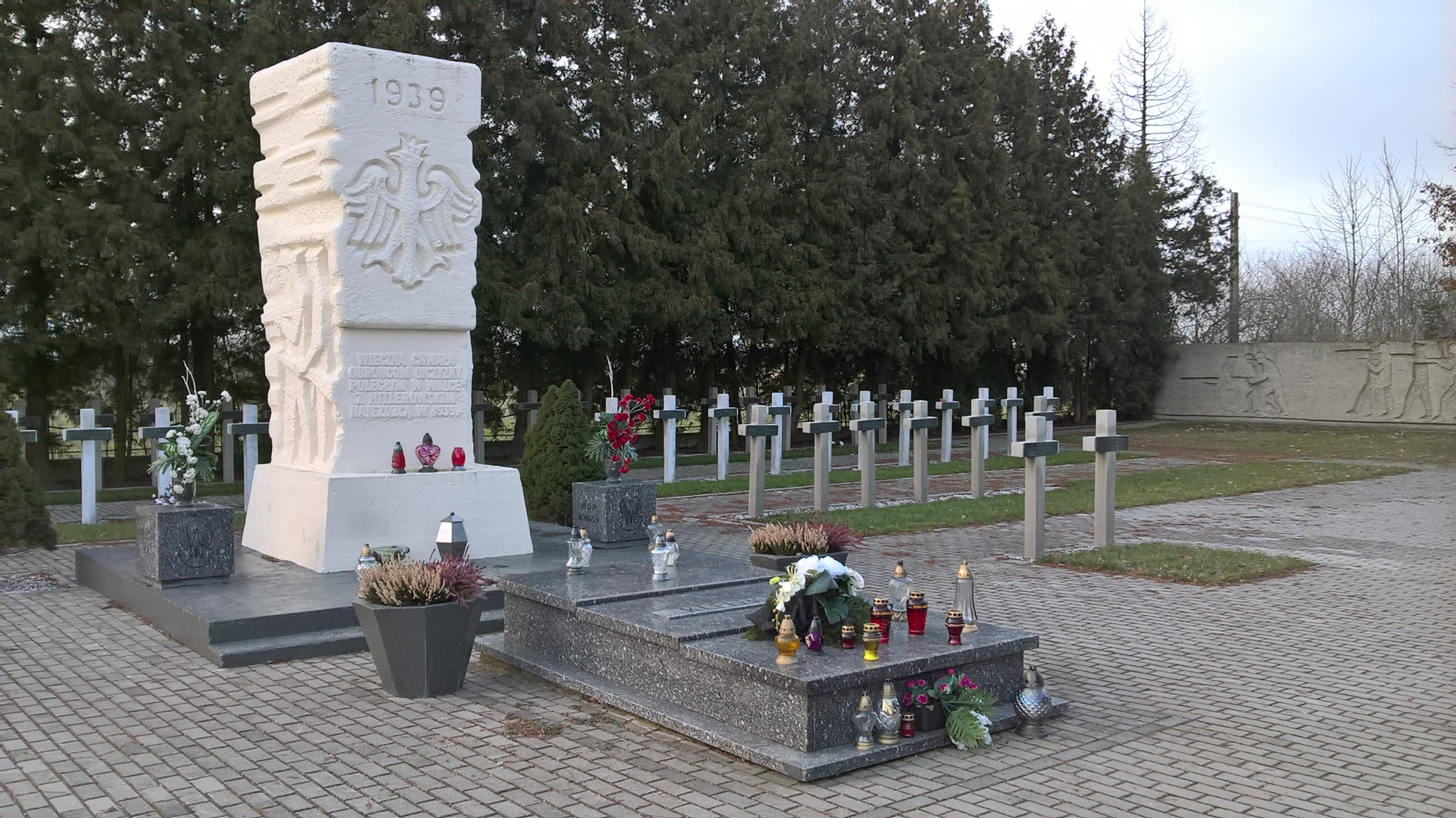
Cmentarz wojenny
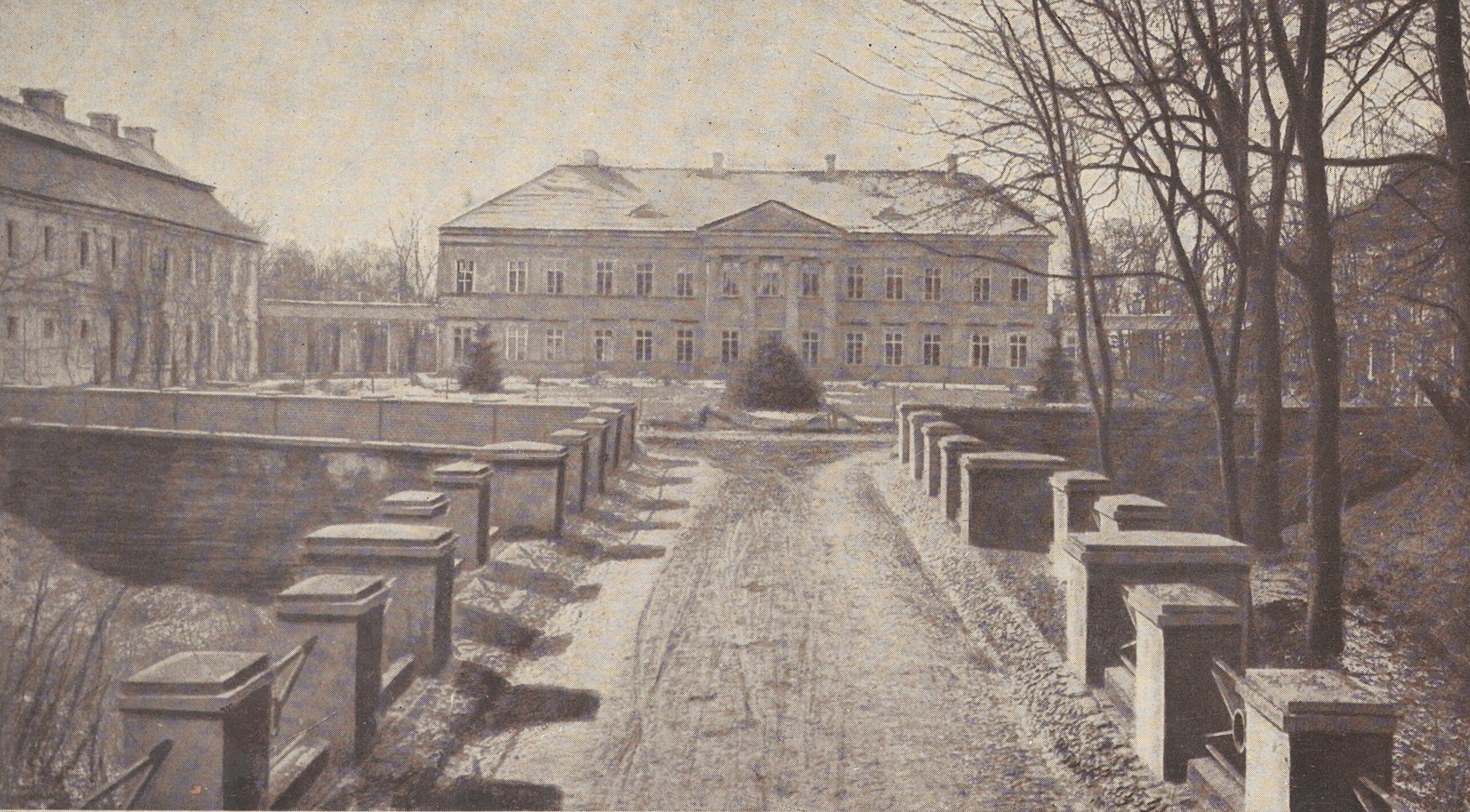
Pałac przed 1911
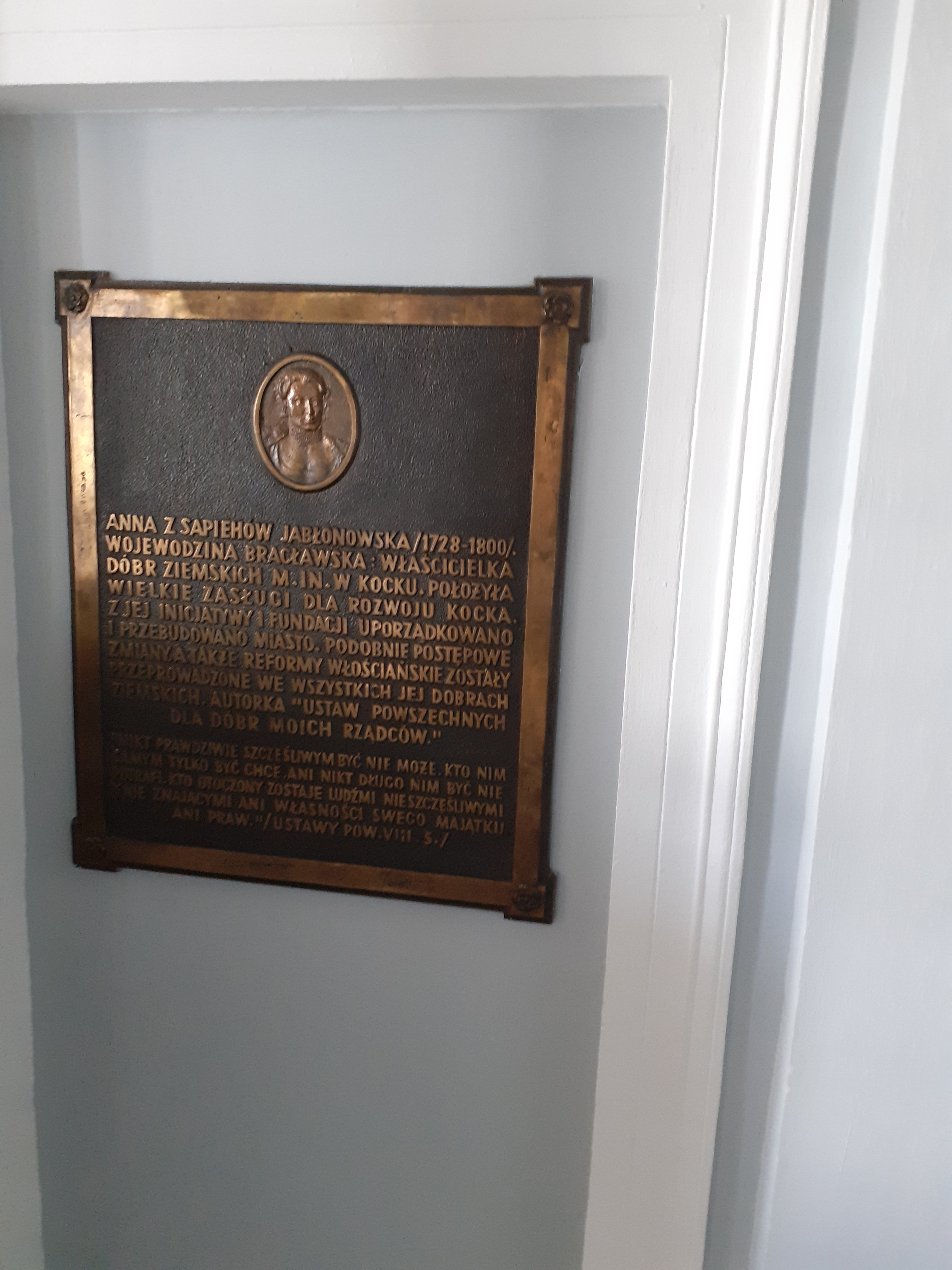
Tablica A. Jabłonowskiej w pałacu
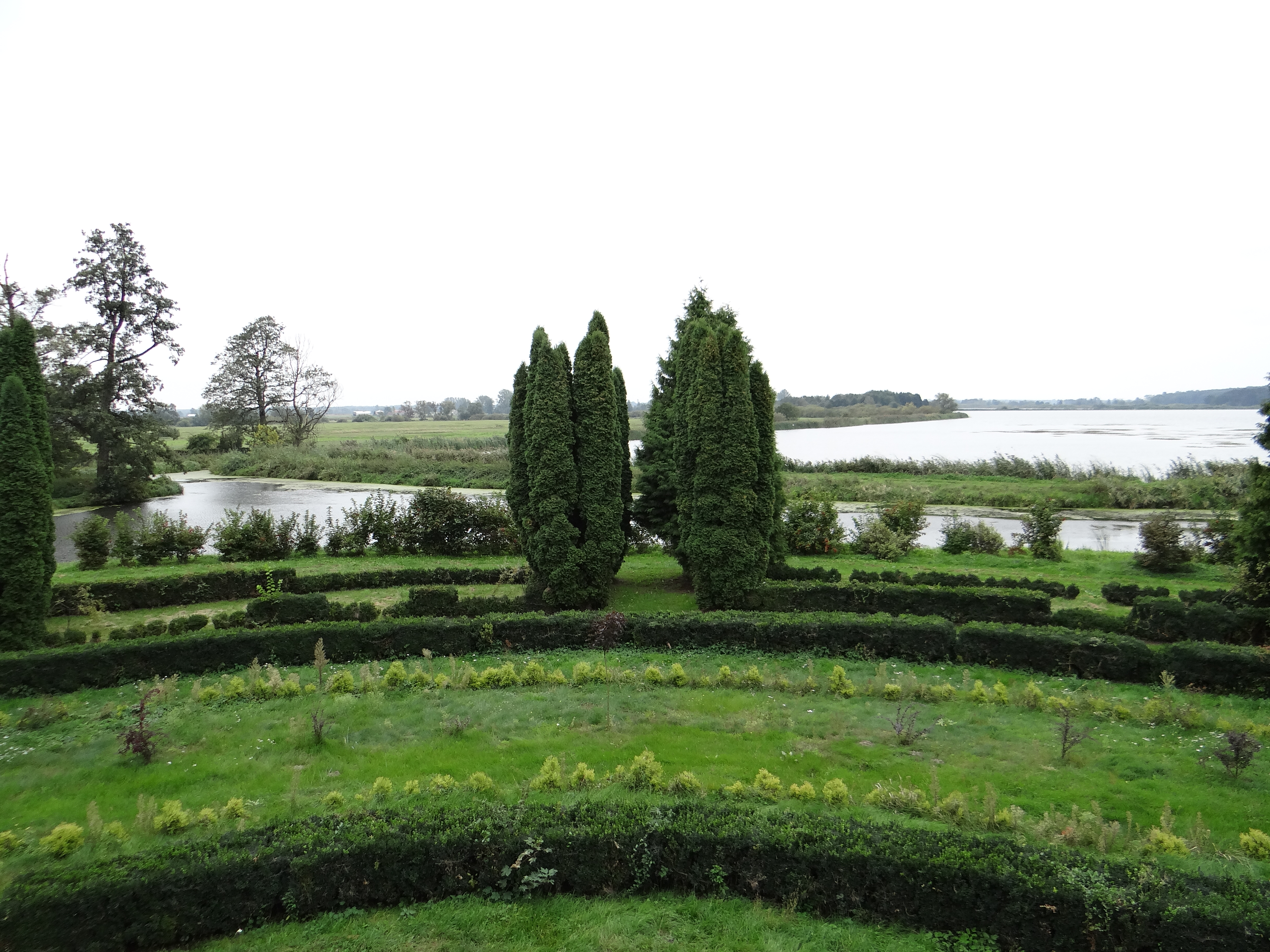
Widok z tarasu pałacu na park

### Szlaki turystyczne
- Szlak Renesansu Lubelskiego

## Komunikacja
W mieście krzyżują się drogi krajowe nr 19 (Rzeszów – Lublin – Białystok – Kuźnica) oraz nr 48 (Kock – Dęblin – Białobrzegi – Tomaszów Mazowiecki). Kock posiada połączenia autobusowe z Lublinem, Lubartowem, Radzyniem Podlaskim, Białą Podlaską i Łukowem oraz rzadsze z Warszawą, Białymstokiem, Rzeszowem, Rykami i innymi miastami. Komunikację zapewniają zarówno przedsiębiorstwa PKS, jak i przewoźnicy prywatni.
Najbliższa stacja kolejowa znajduje się w Lubartowie (linia kolejowa nr 30 z Łukowa do Lublina Północnego).

## Berek Joselewicz
Grób Joselewicza znajduje się przy drodze wiodącej w kierunku wsi Białobrzegi. Istnieje legenda mówiąca, że po śmierci pułkownika jego ciało zostało ułożone na wozie zaprzężonym w dwa woły. Zwierzęta te wywiozły ciało za miasto i zatrzymały się przed Białobrzegami. W tym właśnie miejscu został pochowany Berek Joselewicz. Na jego cześć usypano na grobie kopiec, na którego szczycie umieszczono obelisk. Napis na głazie brzmi:

„Berek Joselewicz – Józef Berkoowel Berkiewicz ur. w Kretyndze na Litwie w 1760 r. Pułkownik Wojsk Polskich, szef szwadronu 5–ego Pułku Strzelców Konnych Wielkiego Księstwa Warszawskiego, kawaler krzyżów Legii Honorowej i Virtuti Militari. Zginął w bitwie pod Kockiem 1809 roku. Tu pochowany. Nie szacherką, nie kwaterką, lecz on krwią dorobił sławy. W stuletnią rocznicę zgonu. 1909.”

## Demografia
Według danych z 2010 miasto zamieszkiwało 3619 mieszkańców.

## Sport
W Kocku funkcjonuje Klub Sportowy Polesie Kock - amatorski klub piłkarski, założony w 1985 roku. Obecnie (sezon 2023/2024) drużyna seniorów gra w klasie okręgowej, gr. lubelskiej. Polesie rozgrywa swoje mecze na stadionie miejskim, mogącym pomieścić 500 widzów.